# Kabupaten Nias Selatan (kabupaten i Indonesien)
Kabupaten Nias Selatan är ett kabupaten i Indonesien.   Det ligger i provinsen Sumatera Utara, i den västra delen av landet, 1 300 km nordväst om huvudstaden Jakarta. Antalet invånare är 305 573. Kabupaten Nias Selatan ligger på ön Pulau Nias.